# The Kids & Me
The Kids & Me es el noveno álbum de estudio del músico estadounidense Billy Preston. Fue publicado en septiembre de 1974 a través de A&M Records. 

## Grabación y contenido
Las sesiones de grabación del álbum tuvieron lugar en The Record Plant, un estudio ubicado en Los Ángeles, California. The Kids & Me fue autoproducido por el propio músico, mientras que Lee Kiefer y Gary Olazabal se desempeñaron como ingenieros de audio. Una vez completas las sesiones de grabación, Olazabal mezcló el álbum en dos estudios diferentes de California: Westlake Audio (Los Ángeles) y A&M (Hollywood). The Kids & Me contenía once canciones. Preston escribió o coescribió todas los temas. Su colaborador frecuente Bruce Fisher recibió crédito de composición en seis de las canciones. El álbum incluía la versión original de «You Are So Beautiful», posteriormente versionada por Joe Cocker. El ex vocalista principal de James Gang, Joe Walsh, tocó la slide guitar en The Kids & Me.

## Recepción de la crítica
El álbum recibió reseñas positivas por parte de los críticos. Un escritor no especificado de la revista Cash Box declaró: “La voz de Billy es convincente y va al grano y su trabajo en el teclado brilla durante todo el esfuerzo”. Un escritor no especificado de Record World le otorgó el certificado de “Hit of the Week”, y comentó: “El músico versátil maneja todos los roles con facilidad: intérprete, músico, escritor y productor”.

## Lista de canciones
Todas las canciones escritas y compuestas por Billy Preston y Bruce Fisher, excepto donde esta anotado. 
| Lado uno |                              |                        |          |  |
| N.º      | Título                       | Escritor(es)           | Duración |  |
| 1.       | «Tell Me You Need My Loving» |                        | 2:45     |  |
| 2.       | «Nothing from Nothing»       |                        | 2:34     |  |
| 3.       | «Struttin'»                  | Preston George Johnson | 2:38     |  |
| 4.       | «Sister Sugar»               |                        | 3:07     |  |
| 5.       | «Sad Sad Song»               |                        | 2:30     |  |
| 6.       | «You Are So Beautiful»       |                        | 4:55     |  |

| Lado dos |                               |                      |          |  |
| N.º      | Título                        | Escritor(es)         | Duración |  |
| 1.       | «Sometimes I Love You»        | Preston              | 3:14     |  |
| 2.       | «St. Elmo»                    | Preston              | 2:32     |  |
| 3.       | «John the Baptist»            | Preston John Schuler | 3:26     |  |
| 4.       | «Little Black Boys and Girls» |                      | 2:30     |  |
| 5.       | «Creature Feature»            | Preston Hubert Heard | 3:11     |  |

## Créditos y personal
Créditos adaptados desde las notas de álbum de The Kids & Me.
Músicos
- Billy Preston – voces, teclados
- Manuel Kellough – batería
- Bobby Watson – bajo eléctrico
- Tony Maiden – guitarra
- Joe Walsh – slide guitar
- Albert Perkins – banjo
- Kenneth Lupper – teclados
- Hubert Heard – teclados

Personal técnico
- Billy Preston – productor
- Lee Kiefer – ingeniero de audio
- Gary Olazabal – ingeniero de audio, mezclas
- Bruce Wayne – coordinador

Diseño
- Roland Young – director artístico
- Junie Osaki – diseño
- Steve Miller – ilustración
- Roland Charles – fotografía

## Posicionamiento
| Gráfica (1974)                            | Pico de posición |
| ----------------------------------------- | ---------------- |
| Canadá (RPM Top Albums)                   | 21               |
| Estados Unidos (Billboard Top LPs & Tape) | 17               |